# رياض الفريوي
رياض الفريوي (مواليد 29 يوليو 1997) هو لاعب كرة قدم تونسي يلعب في الاتحاد المنستيري.

## روابط خارجية
- رياض الفريوي على موقع قاعدة بيانات كرة القدم.إي يو (الإنجليزية)